# Sport Club de Oporto
El Sport Club de Oporto (Sport Club do Porto en idioma portugués y oficialmente) es un club deportivo ubicado en Oporto, Portugal.

## Historia
Fue fundado el 30 de junio de 1904 por los remeros José Marques Barbosa y José Meirelles, siendo el remo su primera modalidad deportiva, a la que siguieron el waterpolo en 1916; la gimnasia en 1920; el atletismo en 1921; el balonmano en 1926; el tenis de mesa en 1926; el rugby y el hockey hierba en 1928, y el tiro y la vela en 1930.

## Vela
La sección de vela, creada en 1930, tiene su sede en el muelle norte de la Marina Puerto Atlántico, en el puerto de Leixões, que se ubica en la freguesia de Leça da Palmeira, perteneciente al municipio de Matosinhos (uno de los municipios que forman el Gran Área Metropolitana de Oporto).